# Taattistenjärvi
Taattistenjärvi är en sjö i kommunen Nådendal i landskapet Egentliga Finland i Finland. Sjön ligger 4,9 meter över havet. Arean är 54 hektar och strandlinjen är 6,28 kilometer lång. Sjön  ingår i Norra Skärgårdshavets avrinningsområde.   Den ligger omkring 20 kilometer väster om Åbo och omkring 170 kilometer väster om Helsingfors. 
I sjön finns öarna Taattistensaari och Kuusniemenluoto. 